# عبد الحميد بن باديس
عبد الحميد بن باديس (1307-1358 هجرية) الموافق (4 ديسمبر 1889 - 16 أبريل 1940)، من رجال الإصلاح في الوطن العربي والعالم الإسلامي ورائد النهضة الإسلامية في الجزائر، ومؤسس جمعية العلماء المسلمين الجزائريين.

## نسبه وأسرته

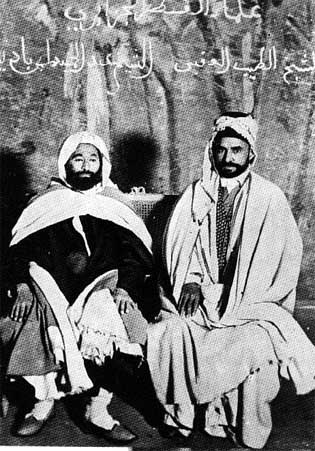
بن باديس جالس (على اليسار) مع الطيب العقبي.

عرفت الأسرة الباديسية منذ القدم بإنجابها للعلماء والأمراء والسلاطين. وحسب ما يقول Marthe et Edmond Gouvion مؤلفا "كتاب أعيان المغرب الأقصى" والمنشور بمطبعة فوناتانا في الجزائر 1920م، ينتمي ابن باديس إلى بيت عريق في العلم والسؤدد ينتهي نسبه في سلسلة متّصلة ببني باديس الذين جدّهم الأول هو مناد بن حميد بن باديس الذي ظهرت علامات شرفه وسيطرته في وسط قبيلته في حدود القرن الرابع الهجري. ومن رجالات هذه الأسرة المشهورين في التاريخ كان الشيخ المعز بن باديس (حكم: 406-454هـ/1016-1062م) الذي قاوم البدعة ونصر السنة وأعلن مذهب أهل السنة والجماعة مذهبًا للدولة، ثم مؤسس الدولة الصنهاجية وابن الأمير باديس بن منصور والي إفريقيا والمغرب الأوسط (حكم: 373-386 هـ/984-996م) سليل الأمير "بلكين بن زيري بن مناد المكنى بأبي الفتوح والملقب بسيف العزيز بالله الذي تولى الإمارة (361-373 هـ/971-984م) إبان حكم الفاطمين.
في العهد العثماني برزت عدة شخصيات من بينها:
- قاضـي قسنطينة الشهير أبو العباس احميدة بن باديس (توفى سنة 969 هـ/1561م) الذي قال عنه شيخ الإسلام عبد الكريم الفكون: «هو من بيوتات قسنطينة وأشرافها وممن وصلت إليه الريّاسة والقضاء والإمامة بجامع قصبتها، وخَلَفُ سلف صالحين علماء حازوا قصب السبق في الدراية والمعرفة والولاية، وناهيك بهم من دار صلاح وعلم وعمل».
- أبو زكرياء يحيى بن باديس ابن الفقيه القاضي أبي العباس «كان حييا ذا خلق حسن، كثير التواضع، سالم الصدر من نفاق أهل عصره، كثير القراءة لدلائل الخيرات وذا تلاوة لكتاب الله».
- الشيخ المفتي بركات بن باديس دفين مسجد سيدي قمّوش بقسنطينة في الفترة نفسها.
- أبو عبد الله محمد بن باديس الذي قال عنه الشيخ الفكون: «كان يقرأ معنا على الشيخ التواتي (محمد التواتي أصله من المغرب، كانت شهرته بقسنطينة، وبها انتشر علمه. كانت له بالنحو دراية ومعرفة حتى لقب بسيبويه زمانه، وله معرفة تامة بعلم القراءات) آخر أمره، وبعد ارتحاله استقل بالقراءة عليّا وهو من موثّقي البلدة وممن يشار إليه».
- الشيخ أحمد بن باديس الذي كان إماما بقسنطينة أيام الشيخ عبد الكريم الفكون خلال القرن الحادي عشر الهجري، السابع عشر الميلادي.

من أسلاف عبد الحميد المتأخرين، جدّه لأبيه: الشيخ المكي بن باديس الذي كان قاضيا مشهورا بمدينة قسنطينة وعضوا في المجلس العام وفي المجلس البلدي، وقد احتل مقاما محترما لدى السكان بعد المساعدات المالية التي قدمها لهم خاصة أثناء المجاعة التي حلت بالبلاد فيما بين 1862 – 1868م وانتخب إلى الاستشارة في الجزائر العاصمة وباريس، وقد تقلّد وساما من يد نابليون الثالث (كان رئيسا لفرنسا من 1848-1852م ثم إمبراطورا لها من 1852-1870م)، وعمه احميدة بن باديس النائب الشهير عن مدينة قسنطينة أواخر القرن التاسع عشر الميلادي الذي اشترك مع ثلاثة من زملائه النواب في عام 1891م في كتابة عارضة دوّن فيها أنواع المظالم والاضطهادات التي أصبح يعانيها الشعب الجزائري في أواخر القرن التاسع عشر الميلادي من الإدارة الاستعمارية ومن المستوطنين الأوروبيين الذين استحوذوا على الأراضي الخصبة سلبا من الجزائريين وتركوهم للفقر والجوع، وقاموا بتقديمها إلى أحد أعضاء مجلس الشيوخ الفرنسي الذي حضر إلى الجزائر من أجل البحث وتقصي الأحوال فيها كي يقدمها بدوره إلى الحكومة الفرنسية وأعضاء البرلمان الفرنسي في باريس وذلك بتاريخ 10 أبريل سنة 1891 أي بعد ولادة عبد الحميد بن باديس بحوالي ثلاثة سنوات فقط.
هناك قسم من عائلة ابن باديس كانوا قادة كبار مع الأمير عبد القادر الجزائري وأسرتهم المحتلون سنة 1263/1847 وأرسلوهم إلى فرنسا، وأودعتهم بالسجن في باريس وقد تم الإفراج عنهم مع الأمير عبد القادر الجزائري في عام 1852 م وتم نفيهم إلى بلاد الشام تحت رعاية الأمير عبد القادر الجزائري في عدة مناطق في لبنان وفلسطين وسوريا أما الغالبية العظمى متواجدة في الأردن بمنطقة اربد بالأغوار الشمالية

## مولده ونشأته
هو عبد الحميد بن محمد المصطفى بن المكي بن محمد كحّول بن الحاج علي النوري بن محمد بن محمد بن عبد الرحمن بن بركات بن عبد الرحمن بن باديس الصنهاجي الحميري. ولد بمدينة قسنطينة عاصمة الشرق الجزائري، يوم الجمعة الموافق لـ 4 ديسمبر 1889 م على الساعة الرابعة بعد الظهر
| إنني أعاهدكم على أنني أقضي بياضي على العربية والإسلام، كما قضيت سوادي عليهما، وإنها لواجبات، وإنني سأقصر حياتي على الإسلام والقرآن، ولغة الإسلام والقرآن، هذا عهدي لكم، وأطلب منكم شيئا واحدا وهو أن تموتوا على الإسلام والقرآن ولغة الإسلام والقرآن - عبد الحميد بن باديس |
| —محمد بو الحديد. المذكرة في فقه الدعوة إلى الله. بيروت - لبنان: دار الكتب العلمية. ص. 97. |

كان عبد الحميد الابن الأكبر لوالديه، فأمه زهيرة بنت محمد بن عبد الجليل بن جلّول من أسرة مشهورة بقسنطينة لمدة أربعة قرون على الأقل، وعائلة «ابن جلّول» من قبيلة «بني معاف» المشهورة في جبال الأوراس، انتقل أحد أفرادها إلى قسنطينة في عهد الأتراك العثمانيين وهناك تزوج أميرة تركية هي جدة الأسرة (ابن جلول). ولنسب هذه المرأة العريق، تزوجها محمد بن مصطفى بن باديس (متوفى 1951) والد عبد الحميد. وكان والده مندوبا ماليا وعضوا في المجلس الأعلى وباش آغا لشرقي الجزائر، ومستشارا بلديا بمدينة قسنطينة ووشحت فرنسا صدره بوسام الشرف (بالفرنسية: Chevalier de la Légion d’honneur)، وقد احتل مكانة مرموقة بين جماعة الأشراف وكان من ذوي الفضل والخلق الحميد ومن حفظة القرآن، ويعود إليه الفضل في إنقاذ سكان منطقة واد الزناتي من الإبادة الجماعية سنة 1945 على إثر حوادث 8 ماي المشهورة، وقد اشتغل بالإضافة إلى ذلك بالفلاحة والتجارة، وأثرى فيهما.
كان والده بارًا به يحبه ويتوسم فيه النباهة، فقد سهر على تربيته وتوجيهه التوجيه الذي يتلاءم مع فطرته ومع تطلعات عائلته. عبد الحميد بن باديس نفسه يعترف بفضل والده عليه منذ أن بصر النور وفقد قال ذلك في حفل ختم تفسير القرآن سنة 1938 م، أمام حشد كبير من المدعوين ثم نشره في مجلة الشهاب: إن الفضل يرجع أولاً إلى والدي الذي ربّاني تربية صالحة ووجهني وجهة صالحة، ورضي لي العلم طريقة أتبعها ومشرباً أرده، وبراني كالسهم وحماني من المكاره صغيراً وكبيراً، وكفاني كلف الحياة... فلأشكرنه بلساني ولسانكم ما وسعني الشكر.».
أما إخوته الستة فهم: الزبير المدعو المولود والعربي وسليم وعبد الملك ومحمود وعبد الحق، وأما أختاه فهما نفيسة والبتول، كان أخوه الزبير محاميا وناشرا صحفيا في الصحيفة الناطقة بالفرنسية «صدى الأهالي» L'Echo Indigène ما بين 1933م – 1934م. كما تتلمذ الأستاذ عبد الحق على يد أخيه الشيخ عبد الحميد بالجامع الأخضر وحصل على الشهادة الأهلية في شهر جوان سنة 1940م على يد الشيخ مبارك الميلي بعد وفاة الشيخ بن باديس بحوالي شهرين.

## طلبه للعلم
بدأ حياة التعلم في الكتاب القرآني على الشيخ محمد المداسي حتى حفظ القرآن عليه،
ختم عبد الحميد بن باديس حفظ القرآن وهو ابن ثلاث عشرة عاما على يد الشيخ محمد المداسي ومن شدة إعجاب الشيخ بجودة حفظه، وحسن سلوكه، قدمه ليصلي بالناس التراويح في رمضان بالجامع الكبير سنتين أو ثلاثا، وتلقى مبادئ العلوم العربية والإسلامية بجامع سيدي عبد المؤمن على مشايخ أجلاء من أشهرهم العالم الجليل الشيخ حمدان الونيسي القسنطيني ابتداء من عام 1903 وهو من أوائل الشيوخ الذين كان لهم أثر طيب في اتجاهه الديني، ولا ينسى ابن باديس أبداً وصية هذا الشيخ له: «ادرس العلم للعلم لا للوظيفة»، بل أخذ عليه عهداً ألا يقرب الوظائف الحكومية الفرنسية.

### في جامع الزيتونة بتونس
وفي سنة (1327 هـ - 1908 م) التحق الشيخ عبد الحميد بجامع الزيتونة، فأخذ عن جماعة من كبار علمائها الأجلاّء، وفي طليعتهم زعيم النهضة الفكرية والإصلاحية في الحاضرة التونسية العلاّمة «محمّد النخلي القيرواني» المتوفى سنة: (1342 هـ - 1923 م)، والشيخ محمد الطاهر بن عاشور المتوفى سنة: (1393 هـ - 1973 م)، فضلاً عن مربين آخرين من المشايخ الذين كان لهم تأثير في نمو استعداده، وتعهّدوه بالتوجيه والتكوين، كالبشير صفر، وسعد العياض السطايفي، ومحمّد بن القاضي وغيرهم، وقد سمحت له هذه الفترة بالاطلاع على العلوم الحديثة وعلى ما يجري في البلدان العربية والإسلامية من إصلاحات دينية وسياسية، في مصر وفي الشام وغيرهم، ممّا كان لهذا المحيط العلمي والبيئة الاجتماعية، والملأزمات المستمرّة لرجال العلم والإصلاح الأثر البالغ في تكوين شخصيته ومنهاجه في الحياة.

### في المدينة المنورة
سافر الإمام عبد الحميد بن باديس عام 1913 في رحلة طويلة امتدت إلى الحجاز ومنه إلى الشام ومصر، لأداء فريضة الحج وزيارة بعض العواصم للاتصال بعلمائها والاطلاع على ما يجري بها، معتبرا هذه الرحلة تتمة للدراسة.
وبعد أداء مناسك الحج والعمرة زار المدينة المنورة وأقام بها، وفي أثناء إقامته بها لقي أستاذه الأول الذي درس عليه في مدينة قسنطينة (الشيخ حمدان الونيسي الجزائري) الذي هاجر إلى المدينة المنورة وأقام بها، وتعرف على بعض العلماء ومن رفقاء أستاذه مثل: الشيخ حسين أحمد الفيض أبادي الهندي، والشيخ الوزير التونسي، وألقى بحضورهم درسا في الحرم النبوي الشريف، فأعجبوا به إعجابا شديدا مما لفت الأنظار إليه.
وفي هذه الأثناء أبدى رغبته في البقاء بالمدينة المنورة إلى جوار أستاذه (الشيخ الونيسي) فرحب الأستاذ بهذه الفكرة ورغبه فيها، لما يعرف من أوضاع بلده. لكن الشيخ حسين أحمد الهندي لم يوافقه على ذلك، بل نصحه بضرورة العودة إلى وطنه لخدمة بلاده ومحاولة إنقاذها مما هي فيه، بما توسم فيه من حزم وعزم وصلاح، قائلا له: إرجع إلى وطنك يا بني فهو بحاجة إليك وإلى أمثالك، فالعلماء هنا كثيرون، يغنون عنك، ولكنهم في وطنك وفي مستوى وطنيتك وعلمك قليلون بسبب الهمجية الفرنسية التي تحارب الدين واللغة وخدمة الإسلام في بلادك أجدر لك وأنفع لها من بقائك هنا. فاقتنع الشاب عبد الحميد بن باديس بوجهة نظر هذا الشيخ، وقبل نصيحته وقرر الرجوع إلى الوطن.
وخلال الفترة التي قضاها في المدينة المنورة تعرف إلى شاب جزائري في مثل سنه عالم وأديب، هو الشيخ العالم الجليل محمد البشير الإبراهيمي المقيم مع والديه في المدينة المنورة، أقام معه مدة تعارفا فيها وتحاورا معا في شأن الخطة الإصلاحية التي يجب أن تضبط لعلاج الأوضاع المتردية في الجزائر، واتفقا على خدمة بلادهما متى عادا إليها.
«وقد ذكر الشيخ الجليل الإمام الكبير محمد البشير الإبراهيمي أنهما لم يفترقا مدة إقامة الإمام عبد الحميد بن باديس بالحجاز، فكانا يقضيان الليل كله يحللان أوضاع الجزائر، ويحددان شروط ووسائل نهضتها».
زار ابن باديس بعد مغادرته الحجاز بلاد الشام ومصر واجتمع برجال العلم والأدب وأعلام الدعوة السلفية، وزار الأزهر واتصل بالشيخ بخيت المطيعي حاملاً له رسالة من الشيخ الونيس.
وقد جمع الدكتور عبد العزيز فيلالي أكثر جوانب هذه الفترة من حياة الشيخ بن باديس في كتاب سماه: «وثائق جديدة عن جوانب خفية في حياة الإمام عبد الحميد بن باديس الدراسية» فليراجع للاطلاع أكثر.

## العودة إلى الجزائر
عاد ابن باديس إلى الجزائر عام 1913 م واستقر في مدينة قسنطينة، وشرع في العمل التربوي الذي صمم عليه، فبدأ بدروس للصغار ثم للكبار، وكان المسجد هو المركز الرئيسي لنشاطه، ثم تبلورت لديه فكرة تأسيس جمعية العلماء المسلمين، واهتماماته كثيرة لا يكتفي أو يقنع بوجهة واحدة، فاتجه إلى الصحافة، وأصدر جريدة المنتقد  عام 1925 م وكان شعارها «الحق فوق كل أحد والوطن قبل كل شيء» ثم أوقفت بعد العدد الثامن عشر؛ فأصدر جريدة الشهاب الأسبوعية ، التي بث فيها آراءه في الإصلاح، واستمرت كجريدة حتى عام 1929 م ثم جرائد البصائر  والسنة  والشريعة  والصراط ، وكان شعارها مقولة الإمام مالك إمام دار الهجرة: «لا يصلح آخر هذه الأمة إلا بما صلح به أولها».

## تأسيسجمعية العلماء المسلمين الجزائريين
وذلك في سنة 1931 في نادي الترقي بالجزائر العاصمة. أول توقف صدور للمجلة في شهر شعبان 1328 هـ (سبتمبر 1939) بسبب اندلاع الحرب العالمية الثانية، وحتى لا يكتب فيها أي شيء تريده منه الإدارة الفرنسية تأييداً لها، وفي سنة 1936 م دعا إلى مؤتمر إسلامي يضم التنظيمات السياسية كافة من أجل دراسة قضية الجزائر، وقد وجه دعوته من خلال جريدة لاديفانس التي تصدر بالفرنسية، واستجابت أكثر التنظيمات السياسية لدعوته وكذلك بعض الشخصيات المستقلة، وأسفر المؤتمر عن المطالبة ببعض الحقوق للجزائر، وتشكيل وفد سافر إلى فرنسا لغرض هذه المطالب وكان من ضمن هذا الوفد ابن باديس والإبراهيمي والطيب العقبي ممثلين لجمعية العلماء، ولكن فرنسا لم تستجب لأي مطلب وفشلت مهمة الوفد.

## العوامل المؤثرة في شخصية ابن باديس
لا شك أن البيئة الأولى لها أثر كبير في تكوين شخصية الإنسان، وفي بلد كالجزائر عندما يتفتح ذهن المسلم على معاناته من فرنسا، وعن معاناته من الجهل والاستسلام للبدع-فسيكون هذا من أقوى البواعث لأصحاب الهمم وذوي الإحساس المرهف على القلق الذي لا يهدأ حتى يحقق لدينه ولأمته ما يعتبره واجباً عليه، وكان ابن باديس من هذا النوع. وإن بروز شخصية كابن باديس من بيئة ثرية ذات وجاهة لَهو دليل على إحساسه الكبير تجاه الظلم والظالمين، وكان بإمكانه أن يكون موظفاً كبيراً ويعيش هادئاً مرتاح البال ولكنه اختار طريق المصلحين.
تأتي البيئة العلمية التي صقلت شخصيته وهذبت مناحيه والفضل الأكبر يعود إلى الفترة الزيتونية ورحلته الثانية إلى الحجاز والشام حيث تعرف على المفكرين والعلماء الذين تأثروا بدعوة الشيخ محمد بن عبد الوهاب وما دعا إليه من نقاء العقيدة وصفائها. وكان لمجلة المنار التي يصدرها الشيخ رشيد رضا أثر قوي في النظر لمشكلات المسلمين المعاصرة والحلول المطروحة.
مما شجع ابن باديس وأمضى عزيمته وجود هذه العصبة المؤمنة حوله-وقد وصفهم هو بالأسود الكبار-من العلماء والدعاة أمثال الإبراهيمي والتبسي والعقبي والميلي. وقد عملوا معه في انسجام قلّ أن يوجد مثله في الهيئات الأخرى.

## آثار ابن باديس
شخصية ابن باديس غنية ثرية ومن الصعوبة في حيز ضيق من الكتابة الإلمام بكل أبعادها وآثارها؛ فهو مجدد ومصلح يدعو إلى نهضة المسلمين ويعلم كيف تكون النهضة. يقول:
| عبد الحميد بن باديس | إنما ينهض المسلمون بمقتضيات إيمانهم بالله ورسوله إذا كانت لهم قوّة، وإذا كانت لهم جماعة منظّمة تفكّر وتدبّر وتتشاور وتتآثر، وتنهض لجلب المصلحة ولدفع المضرّة، متساندة في العمل عن فكر وعزيمة.[بحاجة لمصدر] | عبد الحميد بن باديس |

- وهو عالم مفسّر، فسّر القرآن الكريم كلّه خلال خمس وعشرين سنة في دروسه اليومية
- كما شرح موطأ مالك خلال هذه الفترة،
- وهو سياسي كتب في المجلات والجرائد التي أصدرها عن واقع المسلمين وخاصة في الجزائر وهاجم فرنسا وأساليبها الاستعمارية وشرح أصول السياسة الإسلامية،

وقبل كل هذا فهو المربي الذي أخذ على عاتقه تربية الأجيال في المدارس والمساجد، فأنشأ المدارس واهتم بها، بل كانت من أهم أعماله، وهو الذي يتولى تسيير شؤون جمعية العلماء المسلمين الجزائريين، ويسهر على إدارة مجلة الشهاب، ويتفقد القاعدة الشعبية باتصالاته المستمرة.
إن آثار ابن باديس آثار عملية قبل أن تكون نظرية في كتاب أو مؤلَّف، والأجيال التي رباها كانت وقود معركة تحرير الجزائر، وقليل من المصلحين في العصر الحديث من أتيحت لهم فرص التطبيق العملي لمبادئهم كما أتيحت لابن باديس ؛ فرشيد رضا كان يحلم بمدرسة للدعاة، ولكن حلمه لم يتحقق، ونظرية ابن باديس في التربية أنها لا بد أن تبدأ من الفرد، فإصلاح الفرد هو الأساس.
طريقته في التربية هي توعية هذا النشء بالفكرة الصحيحة كما ذكر الشيخ الإبراهيمي عن اتفاقهما في المدينة: «كانت الطريقة التي اتفقنا عليها سنة 1913 في تربية النشء هي ألا نتوسع له في العلم وإنما نربيه على فكرة صحيحة».
ينتقد ابن باديس مناهج التعليم التي كانت سائدة حين تلقيه العلم والتي كانت تهتم بالفروع والألفاظ - فيقول:
| عبد الحميد بن باديس | واقتصرنا على قراءة الفروع الفقهية، مجردة بلا نظر، جافة بلا حكمة، وراء أسوار من الألفاظ المختصرة، تفني الأعمار قبل الوصول إليها[بحاجة لمصدر] | عبد الحميد بن باديس |

.
أما إنتاجه العلمي فهو ما جمع بعد من مقالاته في (الشهاب) وغيرها ومن دروسه في التّفسير والحديث لم يصلنا كل ما كتبه أو كل ما ألقاه من دروس في التّفسير والحديث.
- وقد جُمع ما نشر في مجلة الشهاب من افتتاحيات تحت عنوان «مجالس التذكير من كلام الحكيم الخبير» [9] بإشراف محمد الصالح رمضان، وتوفيق شاهين. وقد جمع الدّكتور عمار الطالبي ما أملاه الشيخ في الأصول نقلا عن تلميذيه: الشيخ محمد العربي والشيخ صالح بالغربي، وقدمه تحت عنوان: «مبادئ الأصول» [10]، ثم إن الشيخ محمد بن محفوظ بن المختار فال الشنقيطي قد نظمه متنا ليسهل حفظه والاستفادة منه وسماه: «جواهر الدرر في نظم مبادئ أصول بن باديس الأبر» [11]،
- ومما حفظ أيضا من آثاره كتاب «العقائد الإسلامية من الآيات القرآنية والأحاديث النبوية» برواية وتعليق الشيخ محمد صالح رمضان وتقديم الشيخ محمد البشير الإبراهيمي.[12]

## الوسط الثقافي والفكري والديني الذي تربى فيه ابن باديس
أولاً: الحالة الثقافية والفكرية في الجزائر قبل الاحتلال:
إن انتشار المدارس والمعاهد والزوايا في مختلف نواحي الجزائر خلال تلك الفترة، دليل على أن الحياة الفكرية والثقافية كانت مزدهرة بها.
وقد اشتهرت مدن قسنطينة والجزائر وتلمسان وبلاد ميزاب في الجنوب بكثرة المراكز التعليمية، وكان يقوم عليها أساتذة وعلماء مشهود لهم بعلو المكانة ورسوخ القدم في العلم والمعرفة، مثل الشيخ (الثميني) في الجنوب، والشيخ (الداوودي) في تلسمان، والشيخ (ابن الحفّاف) بالعاصمة، والشيخ (ابن الطبّال) بقسنطينة، والشيخ (محمد القشطولي) في بلاد القبائل، وغيرهم كثير ممن تفرّغوا للتدريس ونشر العلم.
وكان من نتائج هذا الانتشار الواسع لمراكز التربية والتعليم، أن أصبحت نسبة المتعلمين في الجزائر تفوق نسبة المتعلمين في فرنسا، (فقد كتب الجنرال فالز سنة 1834 م بأن كل العرب (الجزائريين) تقريبًا يعرفون القراءة والكتابة، حيث أن هناك مدرستين في كل قرية... أما الأستاذ ديميري، الذي درس طويلاً الحياة الجزائرية في القرن التاسع عشر، فقد أشار إلى أنه قد كان في قسنطينة وحدها قبل الاحتلال خمسة وثلاثون مسجدًا تستعمل كمراكز للتعليم، كما أن هناك سبع مدارس ابتدائية وثانوية يحضرها بين ستمائة وتسعمائة طالب، ويدرّس فيها أساتذة محترمون لهم أجور عالية). أحصيت المدارس في الجزائر سنة 1830م، بأكثر من ألفي مدرسة ما بين ابتدائية وثانوية وعالية.
كتب الرحالة الألماني فيلهلم شيمبرا حين زار الجزائر في شهر ديسمبر 1831م، يقول: (لقد بحثتُ قصدًا عن عربي واحد في الجزائر يجهل القراءة والكتابة، غير أني لم أعثر عليه، في حين أني وجدت ذلك في بلدان جنوب أوروبا، فقلما يصادف المرء هناك من يستطيع القراءة من بين أفراد الشعب). وخير المثال ما شهد به الأعداء.
وقد برز في هذه الفترة علماء في كثير من العلوم النقلية والعقلية، زخرت بمؤلفاتهم المكتبات العامة والخاصة في الجزائر، غير أن يد الاستعمار الغاشم عبثت بها سلبًا وحرقًا، في همجية لم يشهد لها التاريخ المعاصر مثيلاً.
يقول أحد الغربيين واصفًا ذلك: (إن الفرنسيين عندما فتحوا مدينة قسنطينة في شمالي أفريقيا، أحرقوا كل الكتب والمخطوطات التي وقعت في أيديهم، كأنهم من صميم الهمج).
يظهر مما ذكرنا أنه كان للجزائر مكانها المرموق بين أقطار المغرب في خدمة علوم العربية والإسلام، كما قدّمت للميدان أعلامًا من رجالها، حملوا الأمانة، وكانت تُشدُّ إليهم الرحال في طلب العلم.
ثانيًا: الحالة الثقافية والفكرية والدينية أثناء الاحتلال:
يمكن تقسيم الفترة الممتدة من دخول الاستعمار إلى ظهور دعوة الشيخ عبد الحميد بن باديس إلى مرحلتين:

### المرحلة الأولى (1830-1900 م)
لم تقتصر اعتداءات الاحتلال الفرنسي للجزائر على الجوانب السياسية والعسكرية والاقتصادية فحسب، بل عمد إلى تدمير معالم الثقافة والفكر فيها، وقد ظهر حقده الصليبي في إصراره على تحطيم مقومات الأمة، وفي مقدمتها الدين الإسلامي واللغة العربية، معتمدًا في ذلك على ما يلي:

## وفاته

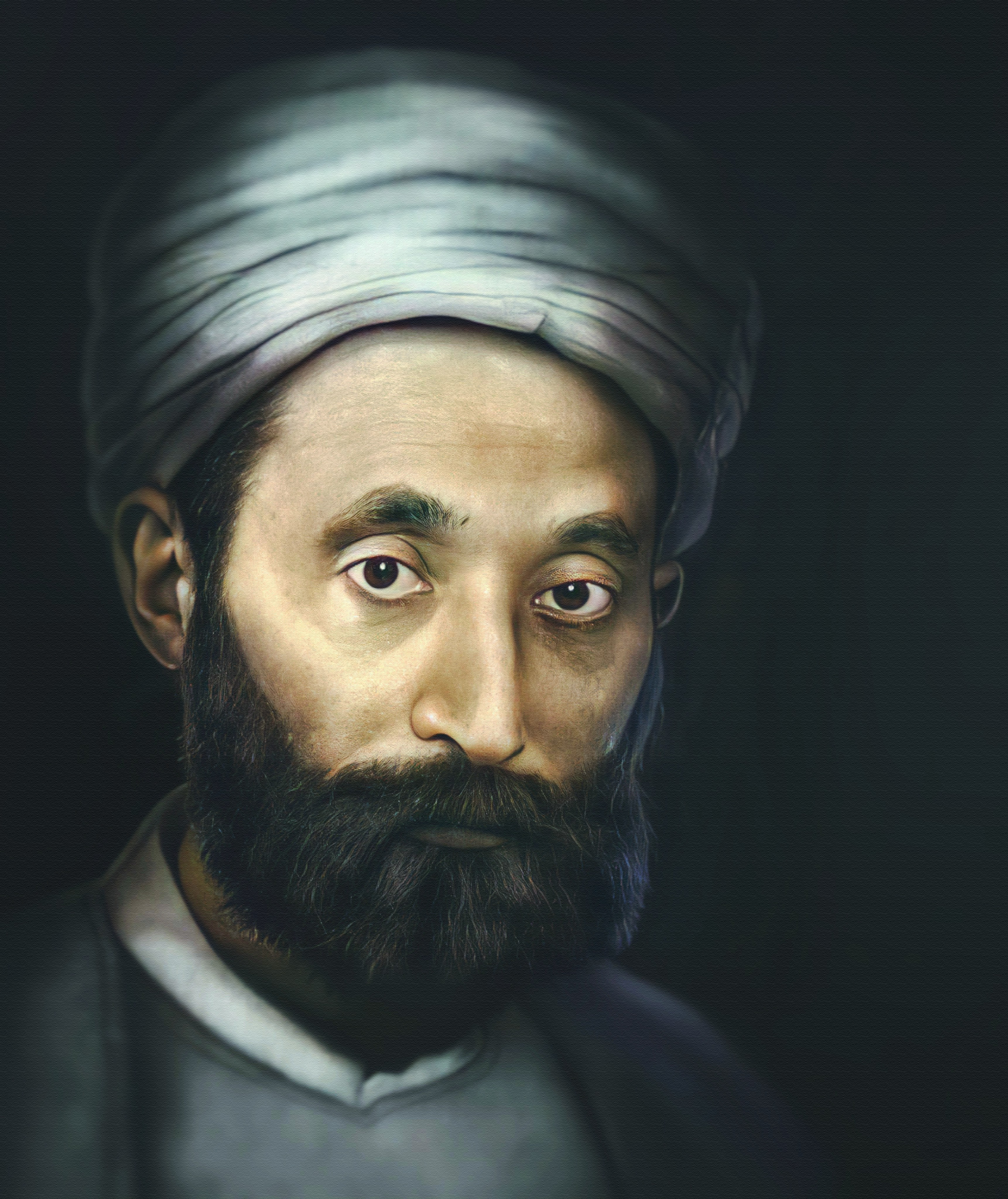
رسم رقمي للإمام عبد الحميد بن باديس